# Chironomus congolensis
Chironomus congolensis är en tvåvingeart som beskrevs av Maurice Emile Marie Goetghebuer 1936. Chironomus congolensis ingår i släktet Chironomus och familjen fjädermyggor. Inga underarter finns listade i Catalogue of Life.